# 387-й мотострелковый полк
387-й мотострелковый полк (387 мсп, в/ч 11180) — тактическое формирование Российской Федерации. Полк сформирован в октябре 2022 года в ходе мобилизации в России.

## История
387-й мотострелковый полк формировался в октябре 2022 года в ходе мобилизации в России. Основную часть личного состава полка составили мобилизованные западных областей России, включая Тульскую область. По состоянию на июль 2023 года, придавался 7-й гвардейской десантно-штурмовой дивизии
В июле 2023 года 387-й мотострелковый полк действовал в Херсонской области в оперативном подчинении 7-й гвардейской десантно-штурмовой дивизии.
В октябре 2023 года 387-й мотострелковый полк действовал под Вербовым Пологовского района Запорожской области.